# 海外経済協力基金
海外経済協力基金（かいがいけいざいきょうりょくききん、OECF：Overseas Economic Cooperation Fund）は、かつて存在した特殊法人・政府系金融機関。

## 解説
海外経済協力基金法（法律第百七十三号（昭和35年12月27日））に基づき設立され、1999年10月、日本輸出入銀行との統合により設立された国際協力銀行発足まで存続した。
アジアをはじめとする開発途上国への資金供給（円借款・海外投融資等）を担った。
2008年10月、国際協力銀行のうち、かつての海外経済協力基金が担っていた業務・勘定は、国際協力機構に継承された。
目的：
```
東南アジア地域その他の開発途上にある海外の地域（以下「東南アジア等の地域」という。）の産業の開発に寄与するため、その開発に必要な資金で日本輸出入銀行及び一般の金融機関から供給を受けることが困難なものについてその円滑な供給を図る等のために必要な業務を行ない、もつて海外経済協力を促進することを目的とする。（海外経済協力基金法第一条）
```